# إومويرون (كسانثي)
إومويرون (Εύμοιρον) هي مدينة في كسانثي في مقاطعة فوريا إلادا في اليونان.
يبلغ عدد سكانها حوالي 1462 نسمة.